# Una lupa improduttiva
Una lupa improduttiva (Oily Hare) è un film del 1952 diretto da Robert McKimson. È un cortometraggio animato della serie Merrie Melodies, prodotto dalla Warner Bros. e uscito negli Stati Uniti il 26 luglio 1952. Il protagonista del cartone animato è Bugs Bunny.